# 西之庄站
西之庄站（日语：／ Nishinoshō eki */?）是位於和歌山縣和歌山市西庄1016番3號，南海電氣鐵道（南海）的加太線車站。車站編號為NK44-4。

## 歷史
- 1930年（昭和5年）
  - 12月1日 - 加太輕便鐵道八幡前站至二里濱站之間開設西庄站[1]。
  - 12月22日 - 公司改名為加太電氣鐵道。
- 1942年（昭和17年）2月1日 - 公司合併，成為南海鐵道車站。
- 1944年（昭和19年）6月1日 - 公司合併，成為近畿日本鐵道車站。
- 1947年（昭和22年）6月1日 - 路線轉讓至南海電氣鐵道。

## 車站構造
車站是一座地面車站，設有1面1線的單式月台。此站是加太線中途車站中唯一沒有列車交會設備。此站是無人車站。月台位於路軌北邊。加太方向和和歌山市方向的列車均停靠在同一月台上。曾經此站設有車廠（引込線）。
車站大樓位於月台靠近加太站一方。由於是無人車站，因此大樓內的櫃臺已經封閉。

## 使用狀況
在2019年（令和元年）度調査結果中，1日平均上下車人次為665人。在南海所有車站（100座車站）中排名77位，在加太線車站（和歌山市站除外，8座車站）排名第6位。
以下為各年度1日平均上下車人次變化。
| 年度   | 1日平均 上下車人次 | 排名 |
| ------ | ------------------ | ---- |
| 1980年 | 1,786              |      |
| 1985年 | 1,619              |      |
| 1990年 | 1,626              |      |
| 1995年 | 1,440              |      |
| 2000年 | 1,054              |      |
| 2001年 | 989                |      |
| 2002年 | 957                |      |
| 2003年 | 937                |      |
| 2004年 | 961                |      |
| 2005年 | 932                |      |
| 2006年 | 874                |      |
| 2007年 | 782                |      |
| 2008年 | 758                |      |
| 2009年 | 684                |      |
| 2010年 | 668                |      |
| 2011年 | 677                |      |
| 2012年 | 654                |      |
| 2013年 | 654                |      |
| 2014年 | 717                |      |
| 2015年 | 716                |      |
| 2016年 | 668                |      |
| 2017年 | 662                | 78位 |
| 2018年 | 675                | 78位 |
| 2019年 | 665                | 77位 |

## 車站周邊
車站附近較多民居。此外，由於周邊道路非常狹窄，因此特別在夏天有許多車輛前往磯之浦海灘，那時候需要注意車輛。
- 和歌山西庄中郵局
- 河西公園
- 新日鐵住金獨身寮
- 日鐵住金Tex引擎（株）中濱社宅

## 相鄰車站
南海電氣鐵道
 加太線
八幡前（NK44-3）－西之庄（NK44-4）－二里濱（NK44-5）

## 注腳
1. ↑  新・鉄道廃線跡を歩く4近畿・中国編，217頁，今尾惠介，2010年，JTB出版，ISBN 978-4533078613
2. ↑  ハンドブック南海2020 鉄道事業PDF（日語）
3. ↑  令和元年度和歌山県公共交通機関等資料集PDF（日語）

## 外部連結
- 西之庄 - 南海電氣鐵道（日語）